# Proasellus rectus
Proasellus rectus är en kräftdjursart som beskrevs av Odette Afonso1982. Proasellus rectus ingår i släktet Proasellus och familjen sötvattensgråsuggor. Inga underarter finns listade i Catalogue of Life.